# 永和山水庫
永和山水庫是臺灣一座提供苗栗地區的水庫，位於苗栗縣三灣鄉永和村，原名東興水庫，應永和村（舊地名「永和山」）村民要求，完工後改名為永和山水庫。由台灣省水利局設計施工，建造於1980年（民國69年）7月，於1984年（民國73年）竣工啟用。水源主要來自主流中港溪田美攔河堰攔，經11公里導水路引入，是台灣首座沒有水門和水閘的水庫，為典型的離槽水庫。儲水供應地區為竹南鎮、頭份市、造橋鄉，為新竹苗栗地區重要之民生及工業用水的水庫。

## 諸元
永和山水庫壩體屬於滾壓式土壩，水底有小橋「永安橋」，集水面積4.8平方公里，設計蓄水量2958萬立方公尺，現存有效蓄水量為2809.58萬立方公尺，壩頂標高89.50公尺，最大壩身高度62.50公尺，壩頂長度340公尺，壩頂寬度12公尺，壩體積1,498,000立方公尺。溢洪道是「雙側槽式溢洪道」，採自由溢流式設計。

## 相簿

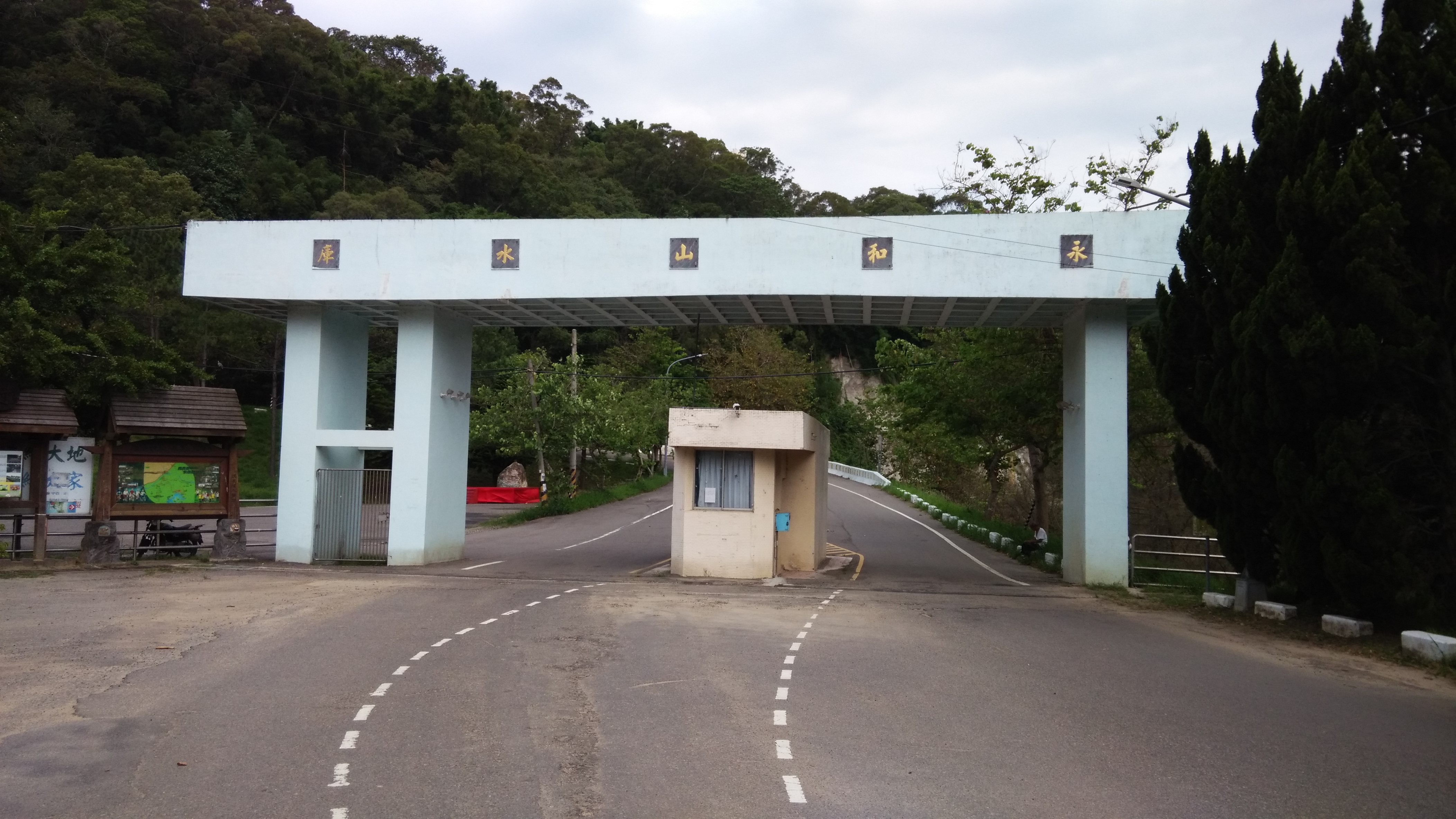
永和山水庫大門
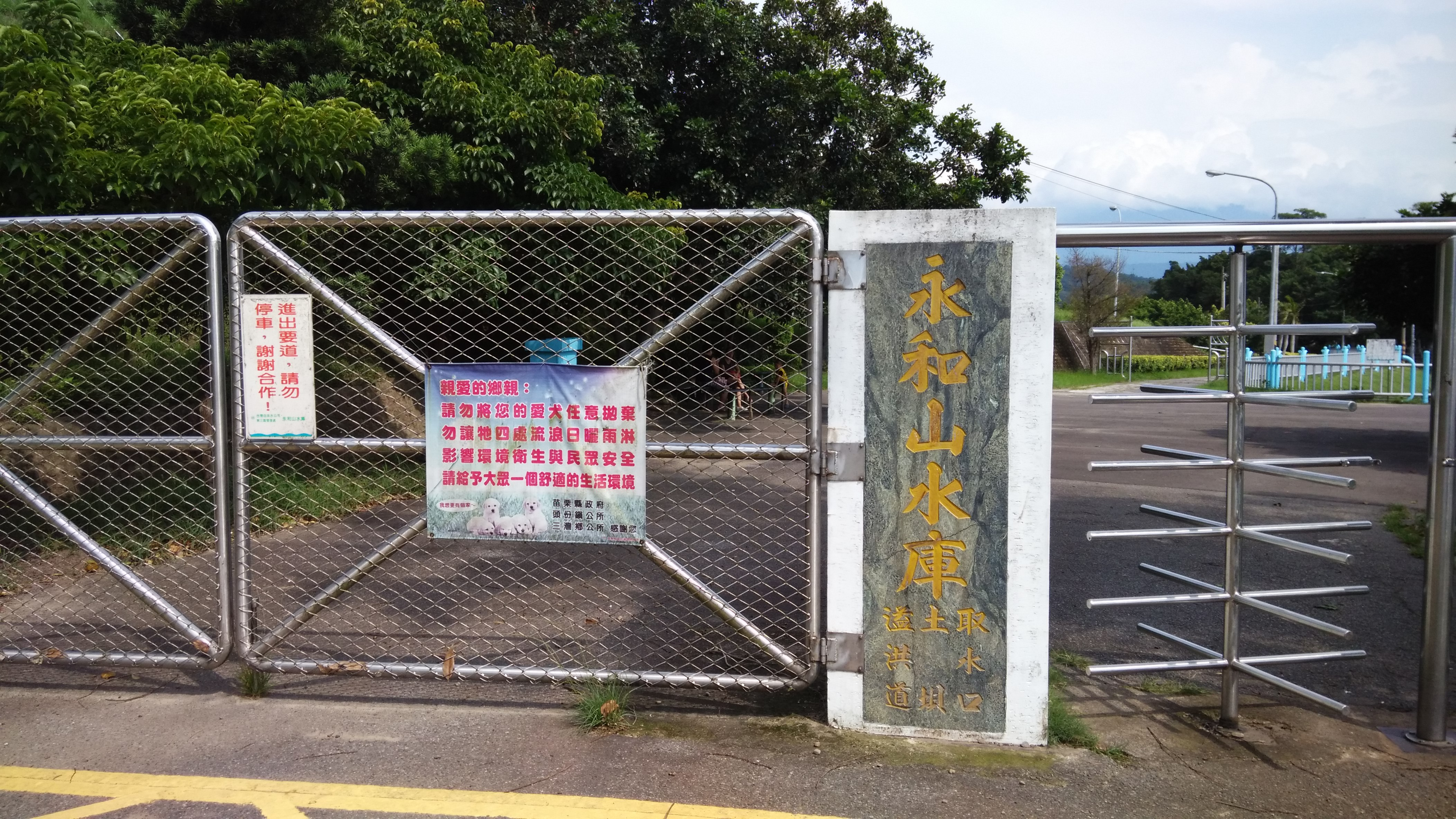
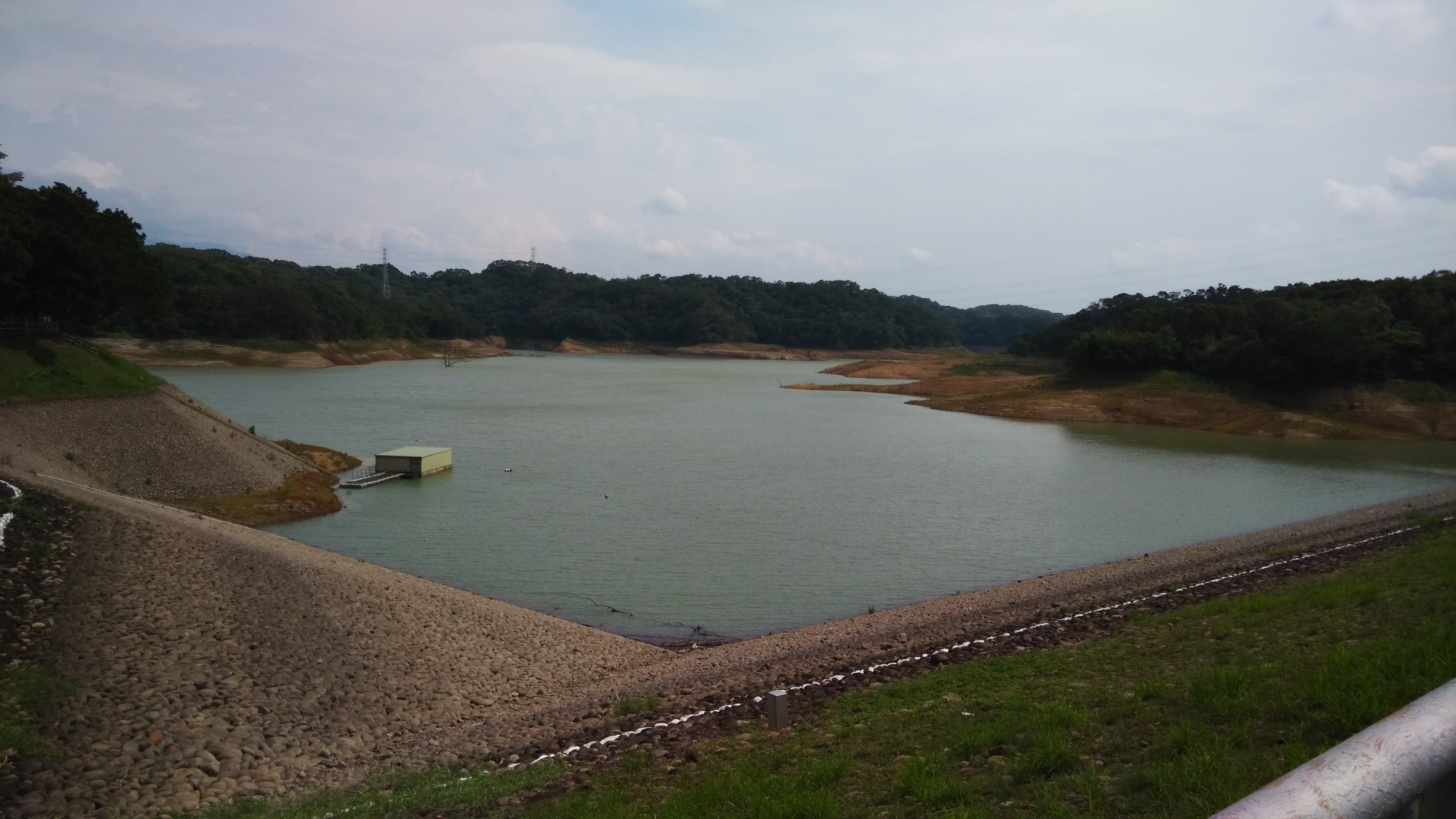
大壩
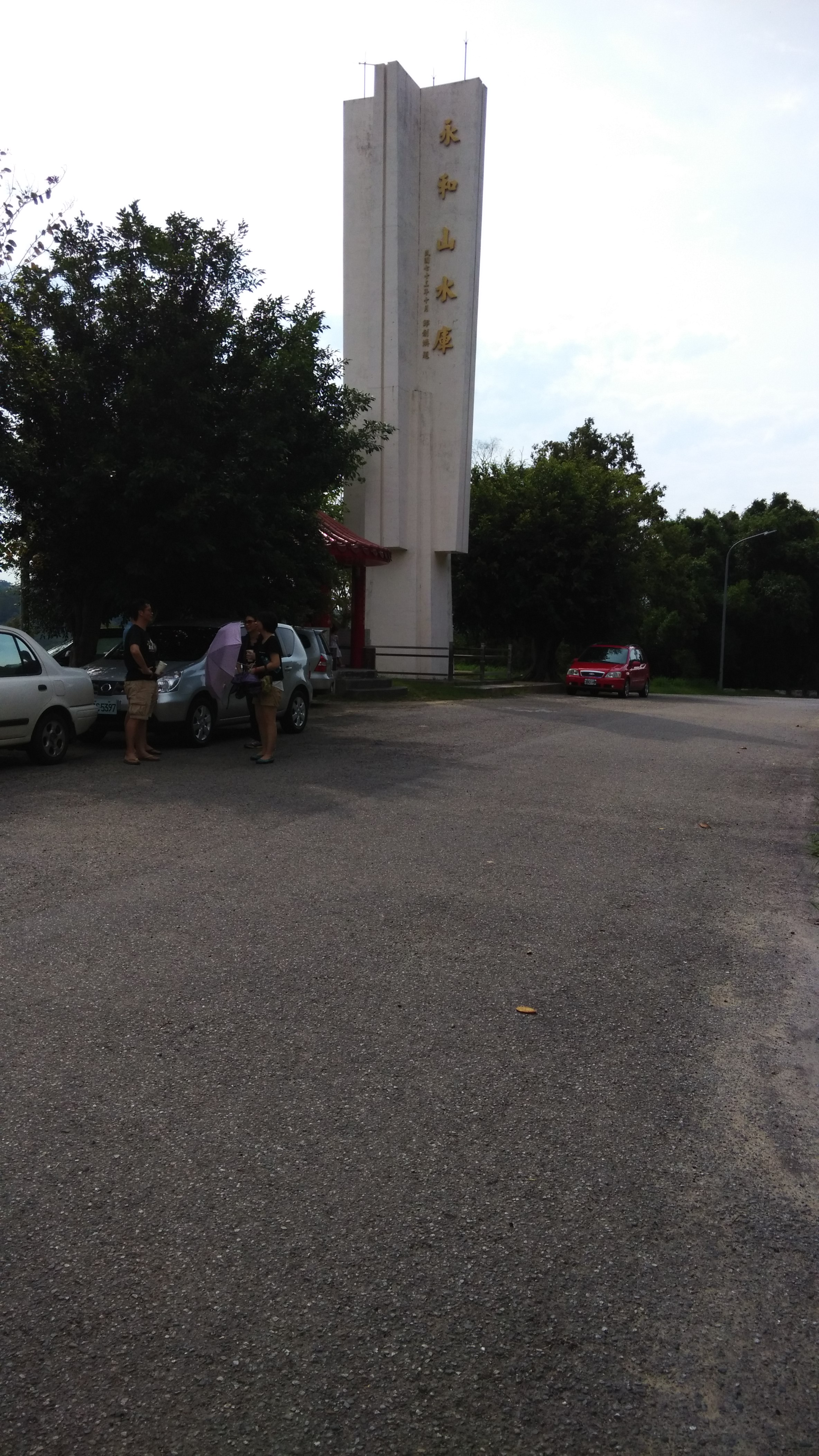
紀念碑
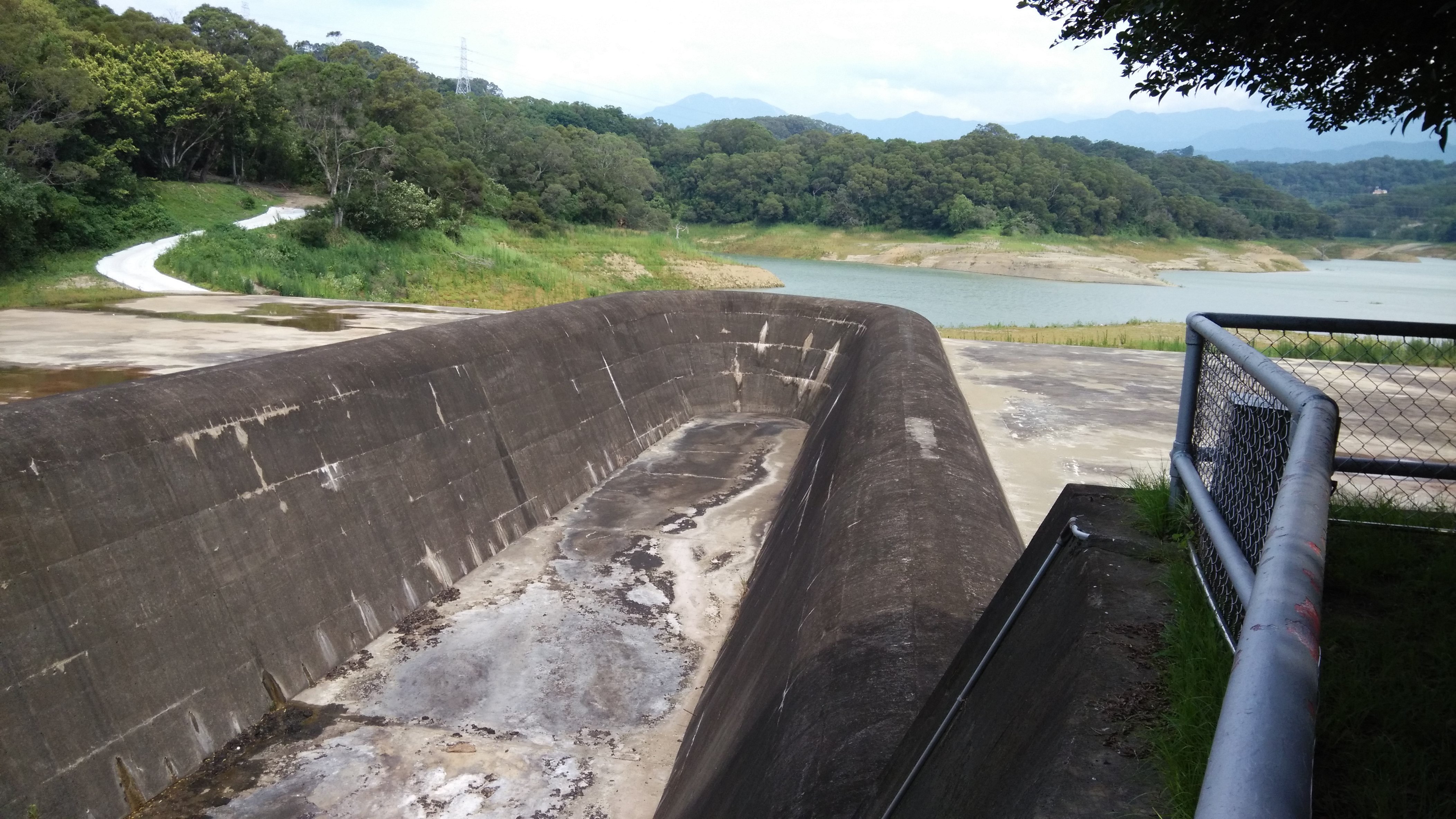
溢洪道

## 腳註
1. ↑  水利五十年紀念專輯，臺灣省政府水利處編，1997年出版。
2. 1 2   (PDF).   [2021-06-02]. （原始内容存档 (PDF)于2020-08-10）.
3. ↑   (PDF).   [2014-06-24]. （原始内容存档 (PDF)于2015-09-24）.
4. ↑  黃種瀛 林品鑫 巫召清. . 中華電視公司. 2021-04-09  [2021-12-12]. （原始内容存档于2021-12-12）.
5. ↑   (PDF).   [2014-06-24]. （原始内容 (PDF)存档于2013-12-26）.
6. ↑  
張炎銘、林廷芳、高穆賓主編. . 台北市: 三聯科技教育基金會. 2012. ISBN 978-986-84878-5-7.

## 外部連結
- （繁體中文）經濟部水利署全球資訊網-永和山水庫 （页面存档备份，存于）
- （繁體中文）台灣自來水公司-第三區管理處 （页面存档备份，存于）
- （繁體中文）台灣水庫即時水情 （页面存档备份，存于）